# Karl von Nassau-Siegen

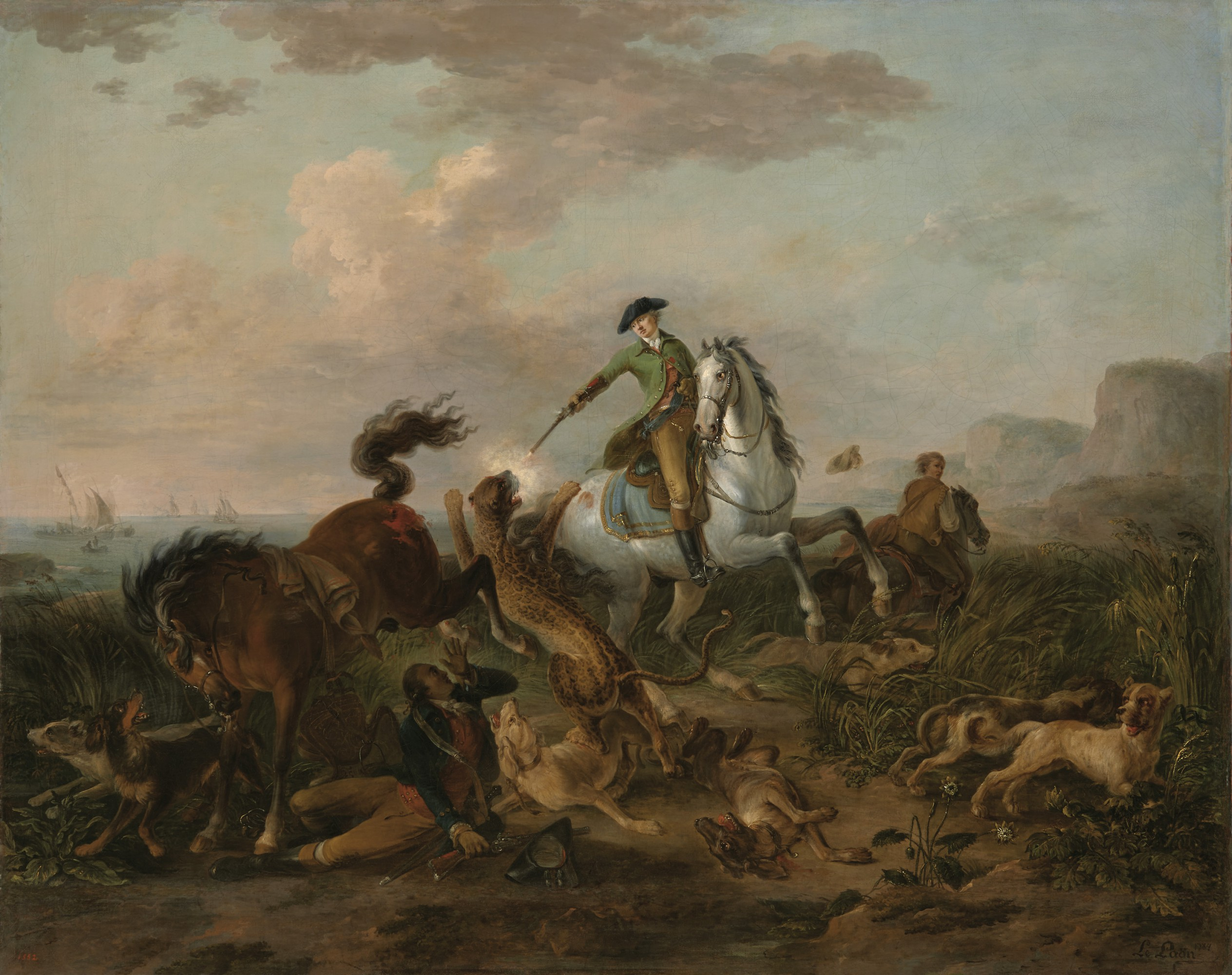
Jean-Baptiste Le Paon Książę de Nassau polujący na jaguara, 1784

Karol Henryk Mikołaj Otto de Nassau-Siegen wł. niem. Karl Heinrich Nikolaus Otto, Prinz von Nassau-Siegen (ros. Карл-Генрих Нассау-Зиген) (ur. 5 stycznia 1745, zm. 1808) – francuski książę, pułkownik i podróżnik pochodzenia niemieckiego, od 1779 zamieszkały w Polsce, admirał floty rosyjskiej.

## Życiorys
Jego ojcem był Maksymilian, którego narodzenie otaczała tajemnica do tego stopnia, że uważano dynastię Nassau-Siegen za wygasłą. Matka księcia Karola musiała toczyć procesy z Radą Wiedeńską o majątek i nazwisko. Majątku nie odzyskała, nazwisko tak. 
Mając piętnaście lat zaciągnął się jako ochotnik do wojska francuskiego, szybko został porucznikiem piechoty a zaraz potem kapitanem dragonów. W latach 1766–1769 brał udział w pierwszej francuskiej wyprawie odkrywczej dookoła świata Louisa Antoine de Bougainville. Na Oceanie Spokojnym w 1768 r. zatrzymano się na Tahiti, niektórych wyspach w archipelagu Tuamotu, Samoa, Vanuatu (Nowe Hebrydy), Wyspach Salomona i Nowej Gwinei.
1 maja 1779 dowodził nieudaną francuską ekspedycją przeciw Jersey. W tym samym roku przeprowadził się do Polski. Przyjaźnił się z królem Stanisławem Augustem Poniatowskim. Ożenił się z Karoliną Gozdzką rozwiedzioną z Januszem Sanguszką, właścicielką jurydyki Aleksandria, znanej później, od jego nazwiska, jako Dynasy. Na tym terenie wybudował pałac podziwiany przez mieszkańców Warszawy. Z okazji ślubu, który odbył się 14 września 1780 w kaplicy zamkowej w obecności króla, Adam Naruszewicz napisał wiersz Na wesele książęcia de Nassau z księżną z Gozdzkich Sanguszkową.
W 1782 brał udział w walkach połączonych flot francuskiej i hiszpańskiej o angielski Gibraltar. Wsławił się wtedy jako dowódca pływającej baterii artyleryjskiej, atakując brzeg od strony morza. Król hiszpański Karol III dał mu za to trzy miliony reałów w ładunkach okrętowych, mianował go generałem-majorem wojsk hiszpańskich i przyznał tytuł granda hiszpańskiego pierwszej klasy.
W czerwcu 1784 rozpoczął podróż Dniestrem do Morza Czarnego, badał spławność rzeki i opracował jej dobre mapy hydrograficzne, pierwsze tego typu mapy w Polsce. Dotarł do Stambułu gdzie próbował organizować polski handel morski na Morzu Czarnym. W tymże roku brał udział w pracach sejmu grodzieńskiego jako arbiter (słuchacz, nie poseł). 23 października król przedstawił sejmowi propozycje indygenatu dla kilku rodów, w tym i Nassau-Siegen. Po pomyślnym dla niego głosowaniu wyszedł z izby poselskiej i po chwili powrócił wdział na się z wierzchu kontusz papuziego, czyli zielonego koloru z wyłogami czarnemi, a pod spód żupan biały. Do boku szablę polską przywiesił.
W 1786 przybył do Rosji i poznał Grigorija Potiomkina; brał udział w 1787 w przygotowaniach do wyprawy carycy Katarzyny na południe i w czasie kolejnej wojny rosyjsko-tureckiej wstąpił na służbę rosyjską. Dowodził flotą rosyjskich galer i rozgromił flotę turecką na Oczakowskim Limanie. Konflikt z Potiomkinem w sprawie obsady Oczakowa zmusił go do wyjazdu do Petersburga, skąd jako rosyjski agent wyjechał do Hiszpanii i Francji z misją zbadania możliwości zawarcia sojuszu pomiędzy Rosją, Austrią, Wielką Brytanią i Hiszpanią. Misja nie zakończyła się sukcesem i już w latach 1789 i 1790 brał czynny udział w wojnie przeciw Szwecji, gdzie oprócz kilku zwycięskich bitew w 1790 doznał porażki, a jego flotę rozgromili Szwedzi w zatoce pod Wyborgiem zdobywając 46 galer. W wyniku tej klęski opuścił służbę rosyjską.
Król odznaczył go 10 czerwca 1774 Orderem św. Stanisława a już 17 czerwca tegoż roku Orderem Orła Białego, był wtedy pułkownikiem regimentu niemieckiego korony francuskiej. Oprócz polskich najwyższych odznaczeń posiadał ordery europejskie: Order Złotego Runa, Order św. Januarego, Order św. Andrzeja i Order św. Ducha.
Ostatnie lata życia spędził we wsi Tynna na Podolu. Tam zmarł w 1808 i tam został pochowany. 

## W literaturze
Występuje w Panu Tadeuszu Adama Mickiewicza jako książę Denassów.